# 張萬福
张万福（716年—805年），唐朝官员，魏州元城县（今河北省大名县）人。
张万福学骑射，十八岁时，从军征渤海国有功，为将而还。唐代宗时历任舒州、庐州、寿州三州刺史、都团练使、淮南节度副使。平定许杲、康自劝之乱，后赴关中防秋，因留宿卫。淄青节度使李正己反，召为濠州刺史，扼守涡口，保护运粮船只，打通了江淮漕运之路。官至右金吾卫将军，图形凌烟阁。唐德宗想让裴延龄为相，大臣守延英门进谏，唐德宗大怒。张万福于是扬言：“朝廷有直臣，天下必太平矣。”张万福当时已经八十岁，遍揖诸大臣，天下更推重他的名声。贞元二十一年，以工部尚书、左散骑常侍致仕。当年五月去世，年九十岁。

## 延伸阅读
[在维基数据编辑]
 《舊唐書/卷152》，出自刘昫《舊唐書》
 《新唐書·卷170》，出自《新唐書》